# Kootenay (ancienne circonscription fédérale)
Pour les articles homonymes, voir Kootenay (homonymie).
Kootenay est une ancienne circonscription électorale fédérale de la Colombie-Britannique, représentée de 1904 à 1917.
La circonscription de Kootenay est créée en 1903 d'une partie de Yale—Cariboo. Abolie en 1914, elle est redistribuée parmi Kootenay-Est et Kootenay-Ouest.

## Géographie
En 1903, la circonscription de Kootenay comprenait:
- Les districts électoraux contemporains de Cranbrook, Columbia, Fernie, Kaslo, Nelson, Revelstoke, Rossland, Slocan et Ymir

## Députés
1. 1904-1908 — William A. Galliher, PLC
2. 1908-1912 — Arthur Samuel Goodeve, CON
3. 1912-1917 — Robert Francis Green, CON

- CON = Parti conservateur du Canada (ancien)
- PLC = Parti libéral du Canada